# Герои Социалистического Труда Республики Алтай
В настоящий список включены:

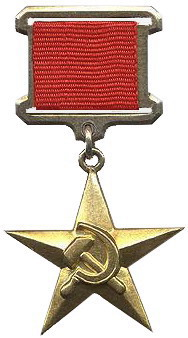
Золотая медаль «Серп и Молот»

- Герои Социалистического Труда, на момент присвоения звания проживавшие на территории современной Республики Алтай (в советское время — Горно-Алтайской автономной области), — 11 человек;
- Уроженцы Горного Алтая, удостоенные звания Героя Социалистического Труда в других регионах СССР, — 4 человека;
- Герои Социалистического Труда, прибывшие на постоянное проживание в Горный Алтай, — 1 человек.

Вторая и третья части части списка могут быть неполными из-за отсутствия данных о месте рождения и проживания ряда Героев.
В таблицах отображены фамилия, имя и отчество Героев, должность и место работы на момент присвоения звания, дата Указа Президиума Верховного Совета СССР, отрасль народного хозяйства, место рождения/проживания, а также ссылка на биографическую статью на сайте «Герои страны». Формат таблиц предусматривает возможность сортировки по указанным параметрам путём нажатия на стрелку в нужной графе.

## История
Впервые звание Героя Социалистического Труда на территории современной Республики Алтай было присвоено Указом Президиума Верховного Совета СССР от 20 мая 1949 года  звеньевому колхоза имени Кирова Майминского района Д. Ф. Климкину за получение высокого урожая пшеницы в 1948 году.
Все Герои Социалистического Труда в Горном Алтае являются работниками сельского хозяйства.

## Лица, удостоенные звания Героя Социалистического Труда в Горном Алтае
| №  | Фамилия, имя, отчество      | Даты жизни              | Деятельность                                                                                     | Дата присвоения | Отрасль | Место рождения        | ГС        |
| -- | --------------------------- | ----------------------- | ------------------------------------------------------------------------------------------------ | --------------- | ------- | --------------------- | --------- |
| 1  | Кестелова Байчила Иркитовна | 30.04.1917 — 26.06.1967 | Чабан колхоза «Ленинский наказ» Усть-Канского района Горно-Алтайской автономной области          | 07.03.1960      | сельхоз | Усть-Канский район    | [ ГС 1 ]  |
| 2  | Климкин Дмитрий Фёдорович   | 09.09.1910 — 14.07.1968 | Звеньевой колхоза имени Кирова Майминского района Горно-Алтайской автономной области             | 20.05.1949      | сельхоз | *Мордовия             | [ ГС 2 ]  |
| 3  | Кожабаев Алаш               | 12.05.1927 — 18.02.1973 | Председатель колхоза «Путь к коммунизму» Кош-Агачского района Горно-Алтайской автономной области | 22.03.1966      | сельхоз | Кош-Агачский район    | [ ГС 3 ]  |
| 4  | Кудрявцев Фёдор Петрович    | 22.03.1917 — 08.07.1986 | Бригадир совхоза «Талицкий» Усть-Канского района Горно-Алтайской автономной области              | 22.03.1966      | сельхоз | Усть-Коксинский район | [ ГС 4 ]  |
| 5  | Марчина Тана Бегиновна      | 10.05.1916 — 05.09.1993 | Чабан совхоза «Теньгинский» Онгудайского района Горно-Алтайской автономной области               | 22.03.1966      | сельхоз | Онгудайский район     | [ ГС 5 ]  |
| 6  | Напалкова Анна Григорьевна  | 09.02.1922 — 15.03.2017 | Телятница совхоза «Кызыл-Озекский» Майминского района Горно-Алтайской автономной области         | 08.04.1971      | сельхоз | Майминский район      | [ ГС 6 ]  |
| 7  | Попов Пётр Фатеевич         | 19.01.1932 — 16.10.2012 | Бригадир совхоза «Абайский» Усть-Коксинского района Горно-Алтайской автономной области           | 10.02.1975      | сельхоз | Усть-Коксинский район | [ ГС 7 ]  |
| 8  | Тебекова Кыдат              | 29.11.1935 — 15.07.1974 | Чабан колхоза «Кызыл Мааны» Кош-Агачского района Горно-Алтайской автономной области              | 06.09.1973      | сельхоз | Кош-Агачский район    | [ ГС 8 ]  |
| 9  | Тоёдов Дельмек Тоёдович     | 18.09.1926 — 16.04.2005 | Чабан колхоза имени XXI партсъезда Усть-Канского района Горно-Алтайской автономной области       | 08.04.1971      | сельхоз | Усть-Канский район    | [ ГС 9 ]  |
| 10 | Толтокова Мария Васильевна  | 16.09.1924 — 16.03.1989 | Чабан колхоза «Путь коммунизма» Улаганского района Горно-Алтайской автономной области            | 22.03.1966      | сельхоз | Улаганский район      | [ ГС 10 ] |
| 11 | Урматов Кара Тодошевич      | 20.03.1930 — 02.10.1996 | Чабан совхоза «Кырлыкский» Усть-Канского района Горно-Алтайской автономной области               | 23.08.1990      | сельхоз | Усть-Канский район    | [ ГС 11 ] |

## Уроженцы Горного Алтая, удостоенные звания Героя Социалистического Труда в других регионах СССР
| № | Фамилия, имя, отчество    | Даты жизни              | Деятельность | Дата присвоения | Отрасль       | Место рождения    | ГС       |
| - | ------------------------- | ----------------------- | --- | --------------- | ------------- | ----------------- | -------- |
| 1 | Безгодов Иван Фёдорович   | 02.02.1922 — 21.02.1994 | Старший аппаратчик Новокемеровского химического комбината Министерства химической промышленности СССР, гор. Кемерово                                                                  | 28.05.1966      | химпром       | Чойский район     | [ ГС 1 ] |
| 2 | Деньгин Пётр Васильевич   | 21.10.1912 — 10.11.1976 | Зоотехник племенного овцеводческого завода «Марьяновский» Марьяновского района Омской области                                                                                         | 22.03.1966      | сельхоз       | Горно-Алтайск     | [ ГС 2 ] |
| 3 | Зорин Григорий Савельевич | 23.01.1926 — 22.02.2012 | Бригадир слесарей-монтажников 1-го Новокузнецкого монтажного управления треста «Сибметаллургмонтаж» Министерства монтажных и специальных строительных работ СССР, Кемеровская область | 17.03.1976      | строительство | Турочакский район | [ ГС 3 ] |
| 4 | Попов Алексей Евгеньевич  | 30.03.1914 — 10.11.2011 | Шофёр Бийского автохозяйства Алтайского управления автомобильного транспорта Министерства автомобильного транспорта и шоссейных дорог РСФСР                                           | 05.10.1966      | автодор       | Шебалинский район | [ ГС 4 ] |

## Герои Социалистического Труда, прибывшие в Горный Алтай на постоянное проживание из других регионов
| № | Фамилия, имя, отчество       | Даты жизни              | Деятельность                                                                                                 | Дата присвоения | Отрасль     | Место проживания | ГС       |
| - | ---------------------------- | ----------------------- | --- | --------------- | ----------- | ---------------- | -------- |
| 1 | Кульчитский Виктор Иосифович | 10.03.1914 — 06.10.1998 | Машинист экскаватора Сорского молибденового комбината Красноярского совнархоза, Хакасская автономная область | 09.06.1961      | металлургия |                  | [ ГС 1 ] |